# Damien Roudeau
Pour les articles homonymes, voir Roudeau.

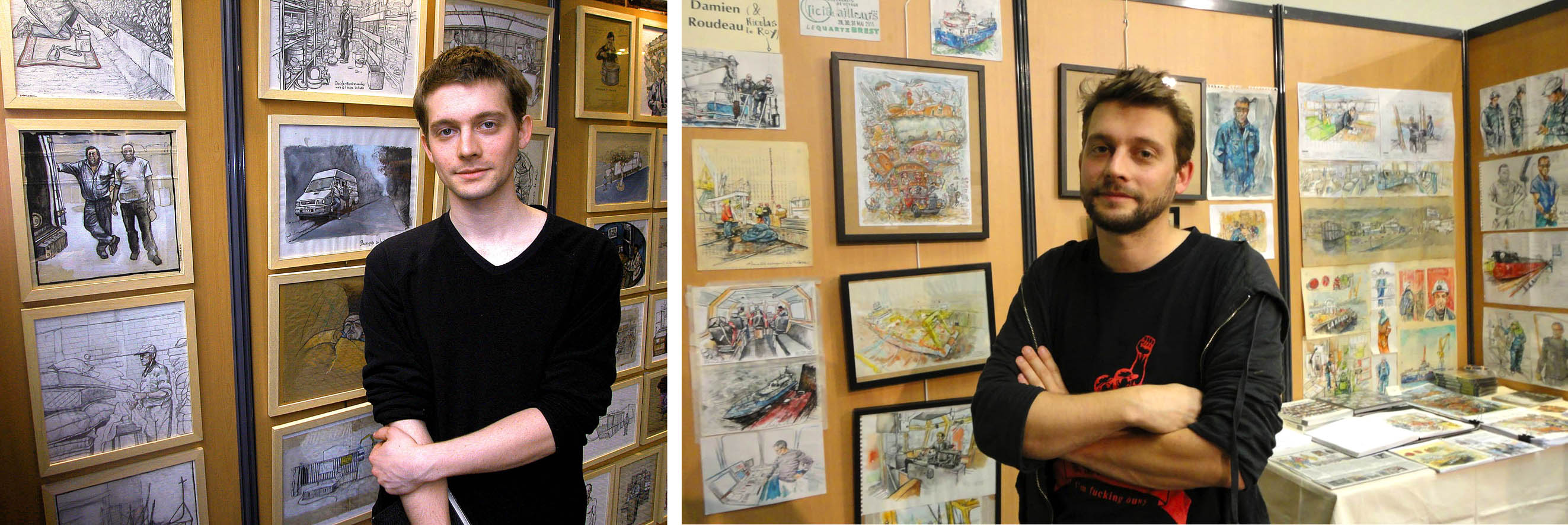
Brest, Le Quartz, Festival Ici & Ailleurs 2006 et 2015 (association Enki)

Damien Roudeau, né le 24 décembre 1981, est un illustrateur, dessinateur de reportage et auteur de bande dessinée français.
Spécialisé dans le documentaire dessiné, il a notamment publié une douzaine de carnets en immersion, selon un principe d'observation participante, de Villiers-le-Bel à Calais, des chantiers de volontaires internationaux aux occupations d'usine, des compagnons d'Emmaüs aux travailleurs du port de Brest.

## Biographie
Damien Roudeau naît le 24 décembre 1981, en banlieue parisienne. Il obtient un diplôme des métiers d'arts en illustration à l'École Estienne à Paris en 2002, puis une maîtrise d'arts plastiques à l'université Panthéon-Sorbonne, en 2005.
Il publie son premier reportage en 2002, Portraits cachés (Prix du jury Grands Reportages), fruit d'une errance de six mois avec des hommes à la rue, dans les réseaux de solidarité et de sociabilité de la capitale.
De mars 2003 à juillet 2004, il passe un an en immersion dans la Communauté des compagnons du partage, proche du mouvement Emmaüs. Il en tire un carnet, De bric et de broc : Un an avec les compagnons du partage, récompensé du Grand prix et du Prix de l'écriture du Rendez-vous du carnet de voyage de Clermont-Ferrand en 2006.
Il participe en 2007 à la série Carnets de voyage produite et diffusée par Arte, ses croquis de l'Écosse, des Hébrides extérieures et de ses habitants naissant sous l’œil de la caméra.
Il témoigne en 2008 de la grève de salariés d’une usine de Cholet avant sa délocalisation, puis parcourt la Provence à travers les chantiers de volontaires internationaux pour publier le carnet Têtes de pioche. En 2009, il publie à Montreuil une BD quotidienne en réaction aux violences policières ayant mutilé l’œil d'un documentariste à Montreuil, puis accompagne pendant plusieurs mois des familles Roms expulsées.
De novembre 2010 à novembre 2013, trois ans après les émeutes de Villiers-le-Bel, il passe plusieurs jours par mois à la Cerisaie, un quartier de la ville. Il en tire un reportage dessiné, Villiers rebelle.
En 2013, il participe, avec le Collectif Argos, au web-documentaire A Life Like Mine, projet notamment soutenu par une campagne de financement participatif réussie. Ce documentaire, sur les chercheurs d'or, obtient le Prix Inside lors de l'édition 2013 du Festival international du grand reportage d'actualité et du documentaire de société.
Fin 2015, il se rend à plusieurs reprises à Calais avec Marie-Françoise Colombani, éditorialiste au magazine Elle. Après plusieurs semaines en immersion, ils publient en février 2016 le livre Bienvenue à Calais, elle à l'écriture et lui au dessin, sur l'enfer de la jungle de Calais. Le livre est imprimé à plus de 30 000 exemplaires.
Décembre 2015, il publie à Brest le livre Brest à quai, en collaboration avec Nicolas Le Roy, marin et docteur en sociologie. Résultat d'un projet débuté en 2013, c'est un carnet de 140 portraits de travailleurs du port de Brest. Ce premier tirage de 2 000 exemplaires s'écoulant rapidement, un deuxième est mis en vente en avril 2016, cette fois dans toute la France. Le livre est le lauréat 2016 du Prix Commandant Jean-Loreau de la Fédération nationale du mérite maritime et de la médaille d'honneur des marins,,.
2014 il participe à l'ouvrage collectif Bringuebalés, [Carnet de mémoires d'immigrés], au sein du collectif des Carnettistes tribulants et à l'exposition Mémoires tribulantes au Musée national de l'histoire de l'immigration.
Il passe entre 2015 et 2016 cinq mois dans les coulisses de la Comédie-Française, et publie en septembre 2016 un carnet de 240 pages avec la journaliste Lætitia Cénac.
En 2017 il accompagne les textes de Laurence Verrand pour le carnet Chemins de halage aux éditions Transboréal. Tranches de vie d’hommes et de femmes «qui ont tricoté la galère, qui ont connu le chemin tortueux et trop long de l’immigration, ou celui de la rue, souvent aussi de l’addiction, de la prison, ou du chômage interminable qui laisse au ban de tout, ou l’accident de trop… Ils avancent, sur leurs chemins, avec plus de volonté par semaine qu’il n’en faut à tout un chacun pour un an de vie pas trop salée."
En 2019 paraît Texaco aux Arènes BD, enquête en bande dessinée avec la journaliste Sophie Tardy-Joubert qui retrace le procès de la plus grande pollution terrestre en Amazonie, à la frontière de l’Equateur et de la Colombie. Les pétroliers Texaco-Chevron sont partis en laissant derrière eux la pire marée noire. Emmenés par l’avocat Pablo Fajardo, 30 000 habitants contaminés ont saisi la justice pour que leur terre, au cœur de la forêt primaire, soit dépolluée. Le procès Chevron est celui de toutes les grandes compagnies qui se permettent de bafouer les droits des habitants des pays en voie de développement. L'album a reçu le Prix BD Nature 2020 à Perros-Guirec,, et est publié aux USA en avril 2021 par les éditions Graphic Mundi.  (ISBN 9782711200221)
En 2020 suit L'eau vive chez Futuropolis  (ISBN 9782754826334), avec le photographe Alain Bujak. Premier grand combat écologique gagné en France il y a 30 ans, servant de modèle encore aujourd’hui dans de nombreux pays : de simples citoyens ont fait face aux grands lobbies et à la puissance politique et publique pour préserver le site naturel de Serre de la Fare, dans la vallée de la Haute-Loire, d’un projet de barrage qui devait noyer une vallée. Prix Tournesol de la BD écologique Angoulême 2021.
En 2021 il illustre les témoignages de mineurs isolés recueillis par Marie Françoise Colombani et Clarisse Quillet dans Celle que j'ai laissée, aux éditions Actes sud  (ISBN 9782330151430).
En 2022 paraît dans la revue XXI le reportage "Pour tout l'or du Soudan" avec le journaliste Jérôme Tubiana.

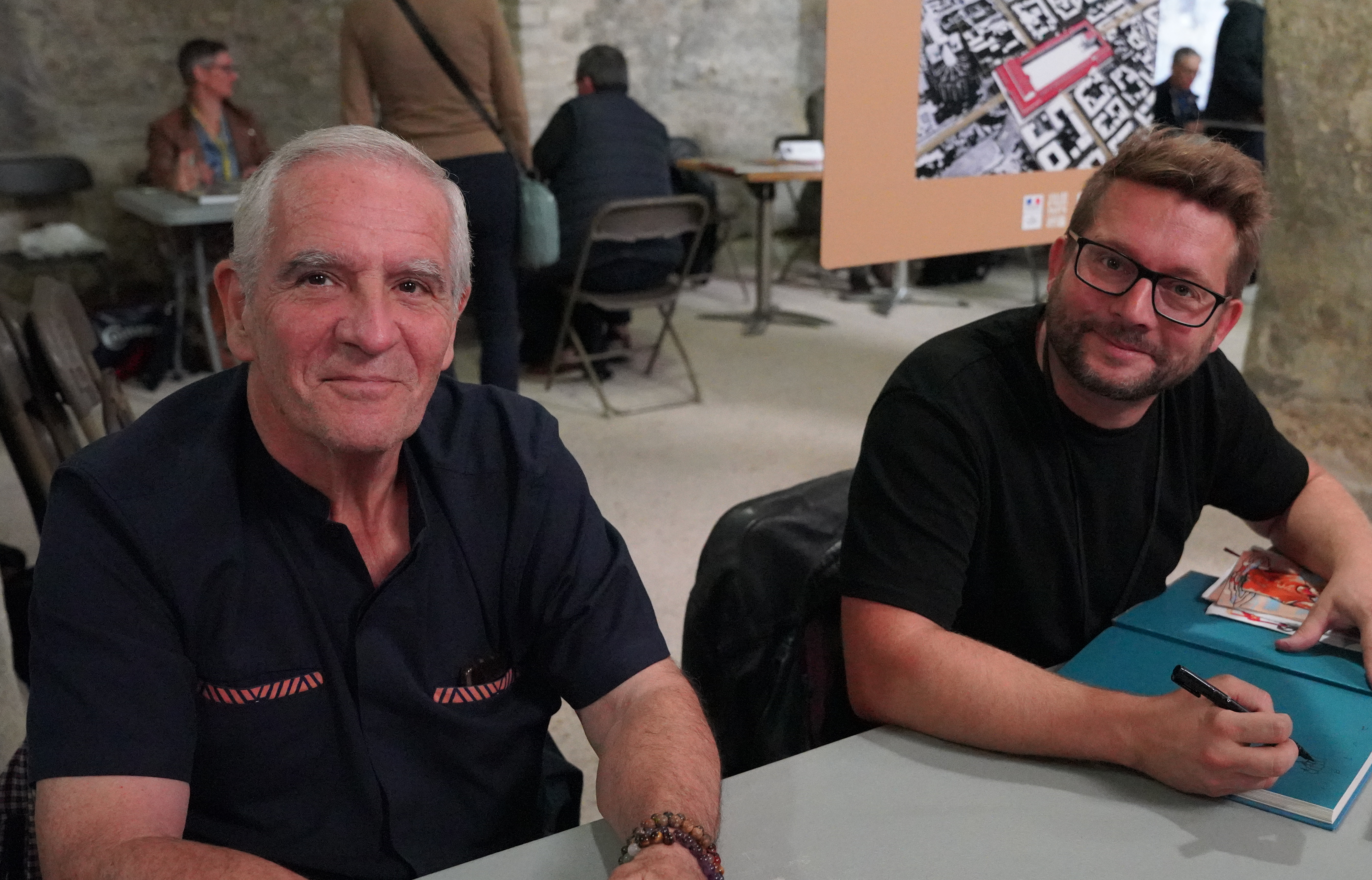
Damien et Alain en dédicace pour Rwanda, à la poursuite des génocidaires.

En septembre 2023 sort Rwanda, à la poursuite des génocidaires aux éditions Steinkis Les escales, avec le journaliste Thomas Zribi. L'album raconte le travail d’enquête d’Alain et Dafroza Gauthier, qui poursuivent depuis plus de 20 ans les génocidaires rwandais cachés en France.  (ISBN 9782365697248)
En 2025, il participe à l'opération de dessins "Dans Ta Rue" du Collectif Accès au Droit, ayant pour but de rendre visibles les témoignages des personnes exilées victimes de violences policières.

## Publications
- Damien Roudeau (préf. Xavier Emmanuelli), De bric et de broc : Un an avec les compagnons du partage, Parole et Silence, 12 janvier 2006, 300 p. (ISBN 2-84573-372-0, BNF 40155050).
- Damien Roudeau, Têtes de pioche : La Provence au rythme des chantiers de jeunes, Alpes de Lumière, 17 juin 2009, 158 p. (ISBN 978-2-906162-96-9, BNF 42012070).
- Damien Roudeau, Rosny-sous-Bois : Grandeur nature, Folies d'encre, 24 novembre 2011, 82 p. (ISBN 978-2-907337-77-9, BNF 42806165).
- Damien Roudeau, Dosta (vol. 1 & 2), Vide Cocagne, 64 p.  (ISBN 979-10-90425-07-1)
- Participation dans : Marie Moinard et collectif, En chemin elle rencontre... Les artistes se mobilisent pour le respect des droits des femmes, Des ronds dans l'O / Amnesty International, février 2011, 96 p. (ISBN 978-2-917237-15-1)
- Les désobéisseurs, ouvrage collectif, « Psychiatrie, un portrait de Christian Sabas » , Vide Cocagne, coll. « Soudain », 2013.
- Damien Roudeau, Villiers rebelle : [CARNET DE RENCONTRE] à la Ciseraie, La Boîte à bulles, 3 avril 2014, 128 p. (ISBN 978-2-84953-198-3, BNF 43715916).
- Marie-Françoise Colombani et Damien Roudeau, Bienvenue à Calais : Les raisons de la colère, Actes Sud, 17 février 2016, 48 p. (ISBN 978-2-330-06256-9).
- Nicolas Le Roy et Damien Roudeau (préf. Hervé Hamon), Brest à quai : [CARNET DE BORD] des travailleurs du port, La Boîte à bulles, 6 avril 2016, 312 p. (ISBN 978-2-84953-247-8).
- Participation dans Bringuebalés : Carnet de mémoires d'immigrés, Les Carnettistes tribulants, La Boîte à Bulles, 2014,  (ISBN 9782849532140)
- Lætitia Cénac et Damien Roudeau, Dans les coulisses de la Comédie-Française, Éditions de la Martinière, 1er septembre 2016, 239 p.  (ISBN 978-2732475202)